# Come Fly with Me (chanson)
Pour les articles homonymes, voir Come Fly with Me.
Pistes de Come Fly With Me
Around the World
(2)
Come Fly with Me est une chanson populaire de 1958 composée par Jimmy Van Heusen, avec des paroles de Sammy Cahn.
Come Fly with Me a été écrit pour Frank Sinatra, et était la chanson-titre de l'album Come Fly With Me. La chanson donne le ton du reste de l'album, décrivant des aventures dans des endroits exotiques, respectivement à Bombay, au Pérou et à Acapulco.
Elle est entrée par la suite dans le répertoire de concert de Frank Sinatra, qui l'a interprétée de nombreuses fois.

## Enregistrements
- Frank Sinatra:
  - Come Fly With Me — (1958)
  - A Man And His Music (en) — (1965)
  - Sinatra at the Sands (en) — (1966)
  - Duets II — (1994) — (avec Luis Miguel)
  - Sinatra & Sextet: Live in Paris (en) — (1994)
  - With Red Norvo Quintet: Live in Australia, 1959 (en) — (1997)
  - Nothing But the Best (en) — (2008)

(nombreuses compilations)
- Pinky and Perky (en) - Summer Holiday EP — (1967)
- Shirley Horn - Close Enough for Love — (1989)
- The Four Freshmen - Voices In Standards - (1996)
- James Darren - This One's from the Heart (en) — (1999)
- Michael Bublé - Michael Bublé — (2003)
- Westlife - Allow Us to Be Frank (en) — (2004)
- Robbie Williams - (chanson sans album, avec un clip)
- Gianmarco (en) - Versiones (en) — (2013) [1]
- Guillem Tudó - Guillem Tudó — (2020)

## Dans les médias
La chanson est en bonne place dans le film de 1963 intitulé Come Fly With Me, où elle est chantée par Frankie Avalon. Elle apparaît dans de nombreux films, dont Raging Bull (1980), Air America (1990), Vegas Vacation (1997), Little Voice (1998), Beautés empoisonnées (2001), Arrête-moi si tu peux (2002), and L'Amour sans préavis 2001, Les Looney Tunes passent à l'action, la série télévisée Pan Am (2011) ou encore les deux téléfilms biopiques sur Sinatra : la mini-série Sinatra (en) (1992) et Les Rois de Las Vegas (1997). Elle apparaît également dans de nombreuses émissions télévisées, téléfilms, etc. Elle a de plus été utilisée dans un épisode de la série radiophonique Cabin Pressure (en), chantée par Benedict Cumberbatch